# رياض رحال
رياض رحال هو سياسي لبناني وجراح، ينتمي إلى طائفة الروم الأرثوذكس. ولدت رحال في عكار في 5 كانون الثاني 1950. درس الجراحة والطب في جامعة تورز بفرنسا . انتخب نائباً في الانتخابات العامة اللبنانية عام 2009 وكان عضواً في كتلة تيار المستقبل النيابية. 